# Kruimeltje (musical)
Kruimeltje is een musical naar het boek van Chris van Abkoude uit 1923 en is een productie van Rick Engelkes en Efteling Theaterproducties.
De musical speelde vanaf 3 november 2010 in Efteling Theater en ging daar op 21 november in première. De vertolkers van de belangrijkste kinderrollen werden gekozen door middel van een talentenjacht in het televisieprogramma Wie wordt Kruimeltje?. De laatste voorstelling in de Efteling was op 5 mei 2011. In theaterseizoen 2011–2012 reisde de musical in een gewijzigde vorm langs theaters in heel Nederland. Op 18 maart 2012 werd de laatste voorstelling gespeeld in Bergen op Zoom.
Op 30 augustus 2020 werd door producent REP Entertainment dat er een tweede reeks uitvoeringen in de theaters zou komen en werd de musical op de Musical Sing-a-Long gepresenteerd door het vertolken van het nummer "Hoe zeg je dat in woorden". Door coronamaatregelen werden theaters gesloten en kon de productie niet in première gaan. Op 31 mei 2021 werd aangekondigd dat de musical verplaatst zou worden naar later.. Op 9 oktober 2022 is de musical in Haarlem in première gegaan en daarna in diverse theaters in Nederland opgevoerd.
De bekende Flemming(zanger) speelde hierin Spijker(vriend van kruimeltje)

## Cast Efteling

### Hoofdrollen
- Wilkes - Jeroen Phaff
- Harry Volker (vader) - Eric Bouwman
- Lize van Dien (moeder) - Carmen Danen
- Vrouw Koster - Kim Scheerder / Jolanda van den Berg
- Commissaris - Sjoerd Pleijsier
- Juffrouw Jacobs - Jennifer van Brenk
- Vader Keijzer - Marcel Jonker

### Ensemble
- Bas Timmers, Diederik Rep, Eline Schmidt, Jurgen Stein, Karolien Torensma, Kristel Boon, Loes Worm, Raymond Paardekooper, Roel Vankerckhoven

### Kindercast

#### Groep 1
- Kruimeltje: Joes Brauers
- Keesie: Myrthe Busch
- Spijker: Soy Kroon
- Buikie: Cas Smits
- Brammetje: Melle Rigter
- Stijn: Dennis Sluijter

#### Groep 2
- Kruimeltje: Joep Reijnen
- Keesie: Stefanie Kortekaas
- Spijker: Roy Goldman
- Buikie: Max de Boer
- Stijn: Daan Jorissen
- Brammetje: Luuk Haaze

#### Groep 3
- Kruimeltje: Jesse Pardon
- Keesie: Robin van der Leeden
- Spijker: Brian Verhagen
- Buikie: Casper van Hensbergen
- Stijn: Emilio Moreno
- Brammetje: Jary Beekhuizen

#### Groep 4
- Kruimeltje: Sami Kappé
- Keesie: Zoë Rijk
- Spijker: Neil van der Hulst
- Buikie: Machiel Verbeek
- Stijn: Olivier Dadema
- Brammetje: Tjesse Bleijenberg

#### Groep 5
- Kruimeltje: Jurre Otto
- Keesie: Samantha Klaren
- Spijker: Flemming Viguurs
- Buikie: Sem van der Hijden
- Stijn: Menno Frank
- Brammetje: Remy Borsboom

#### Groep 6
- Kruimeltje: Stefan Perrier
- Keesie: Levi Janssen
- Spijker: Brenn Luiten
- Buikie: Mitchell de Palm
- Stijn: Stan Egberts
- Brammetje: Sander Pieterse

## CD-opname
Van de Efteling-versie van de musical is een CD-opname gemaakt met de volgende nummers:
1. Koning Kruimeltje I
2. Nooit getroost
3. Als de nacht valt in de stad
4. Allright, no way
5. Hij noemde mij zijn beste vriend
6. Rust, reinheid en regelmaat
7. We hebben niet dit, we hebben niet dat
8. Rekenles
9. O, maan
10. Droomvader
11. De regenboog/Ik ben al tien jaar Kruimeltje
12. Ben jij het?
13. Jongetje, blijf bij me
14. Waarom is muziek alleen voor rijke mensen? [Bonus track]

## Theatertour 2010-2012

### Veranderingen
Buiten dat de voorstelling nu niet meer in een vast theater stond, werden er in de musical zelf ook veranderingen doorgevoerd:
- De rol van de commissaris is verkleind en wordt door iemand uit het ensemble gespeeld. In de verhaallijn is dit opgevangen door Juf Jacobs een deel van de scenes, die in de vorige versie door de commissaris werden gespeeld, te laten doen.
- Een van de kinderrollen (Brammetje) is komen te vervallen.
- De liedjes Hij noemde mij zijn beste vriend en droomvader zitten niet meer in de tourversie van de musical.

### Cast Theatertour
- Wilkes - Roel Vankerckhoven
- Harry Volker (vader) - Hein Gerrits
- Lize van Dien (moeder) - Carmen Danen
- Vrouw Koster - Marleen van der Loo
- Juf Jacobs - Jennifer van Brenk
- Vader Keizer - Timo Bakker
- Ensemble - Raymond Paardekooper, Jurgen Stein / Aron Bruisten, Kristel Boon, Eline Schmidt, Bas Timmers, Lennart Philippo, Mieke de Jong
- Kruimeltje - Joes Brauers, Sami Kappé, Leonard Schoots, Emilio Moreno, Timo Verbeek, Daan van Dalen
- Keesie - Myrthe Busch, Merith van Mensch, Manouk Pheifer, Iris Verhoek, Chris van der Welle, Lorenza Kok
- Spijker - Douwe de Boer, Roy Goldman, Luuk Haaze, Neil van der Hulst, Flemming Viguurs, Mick Westerhout
- Buikie - Zoë Gerritsen, Sem van der Hijden, Casper van Hensbergen, Machiel Verbeek, Dennis Vermeulen
- Stijn - Jary Beekhuizen, Olivier Dadema, Zoë Goldman, Rens Hadingue, Dennis Sluijter, Bart Weijers

### DVD-opname 2012
Van de tourversie van de musical is een DVD-opname gemaakt.

### Creatives
- Componist: Jeroen Sleyfer
- Producent: Rick Engelkes
- Script: Dick van den Heuvel
- Liedteksten: Sjoerd Kuyper
- Regie: Caroline Frerichs
- Choreografie: Steven Harris
- Decorontwerp: Jos Groenier
- Kostuumontwerp: Cocky van Huijkelom
- Lichtontwerp: Uri Rapaport, Claus den Hartog
- Geluidsontwerp: Jørgen Verhaeren
- Pruikenontwerp: Harold Mertens
- Casting: Marc van Bree
- Rekwisiteur: Katja Hetsen

## Theatertour 2022-2023
Als kleine musicalproductie is Kruimeltje in 2022-2023 opnieuw gebracht. Alle kinderrollen (behalve Kruimeltje en Keesie) en het ensemble zijn in deze versie te komen vervallen.

### Veranderingen
- Er wordt gespeeld met een 'petje op, petje af' principe, waarbij volwassen acteurs meerdere rollen vervullen.
- Er zijn 'vertellers' geïntroduceerd, zij hebben interactie met het publiek, terwijl ze de diverse scenes aan elkaar praten.
- De acteurs verzorgen zelf de changementen zichtbaar voor publiek
- Kruimeltje en Keesie bevinden zich tijdens de scenes achter de denkbeeldige vierde muur
- De hond Noor is in deze productie vervangen door een pop
- De muziek werd volledig opnieuw gecomponeerd

### Cast
- Kruidenier Wilkes - Vader Keizer - Verteller Jaap Valkhof - Finn Poncin
- Alternate Kruidenier Wilkes - Vader Keizer - Verteller Jaap Valkhof - Paul Disbergen
- Vader Calland - Harry Volker (vader) - Noor -  Verteller Coen Moulijn - Sven Blom
- Lize van Dien (moeder) - Vera di Borboni - Noor - Verteller Francine Speenhof- Marnel de Rooij
- Vrouw Koster - Moeder Calland - Noor - Verteller Riek Bakker - Bente van den Brand
- Alternate Vrouw Koster - Moeder Calland - Noor - Verteller Riek Bakker - Anne Deliën
- Kruimeltje - Aiden Maij, Luca van Ammers, Shayne Bakker, Max Roest
- Keesie - Eva Franken, Vera de Heus, Vlinder de Jong, Romy Joosten

### Creatives
- Script & Supervisie Regie: Jasper Verheugd
- Regie: Danny Westerweel
- Regie-assistent & kinderregie: Anne Deliën
- Decor & Kostuum: Joris van Veldhoven
- Lichtontwerp: Uri Rapaport
- Muziek & Liedteksten: Peter van de Witte
- Producent: Rick Engelkes